# Achter-de-schermendocumentaire
Een achter-de-schermendocumentaire is een documentaire waarin getoond wordt hoe het er achter de coulissen aan toe gaat, bijvoorbeeld hoe de productie van een film, televisieprogramma of toneelvoorstelling tot stand komt (vaak met de Engelse term making-of aangeduid).
Zulke documentaires vormen binnen de filmwereld een eigen filmgenre, daar ze steeds vaker de lengte van een speelfilm hebben. Hierdoor kan het voorkomen, dat de documentaire zelfs belangrijker wordt dan de film zelf. Een bekend voorbeeld is Lost in La Mancha, waarin verslag wordt gedaan van de moeizame productie en uiteindelijke stopzetting van de geplande film The Man Who Killed Don Quixote. De documentaire daarvan kwam toen als enige uit. Een dergelijke documentaire wordt bij films vaak rond de première van de betreffende film vertoond als onderdeel van de marketing, of kan als extraatje worden toegevoegd op de dvd-uitgave.